# 瓜伊巴湖
30°13′00″S 51°14′00″W / 30.2167°S 51.2333°W

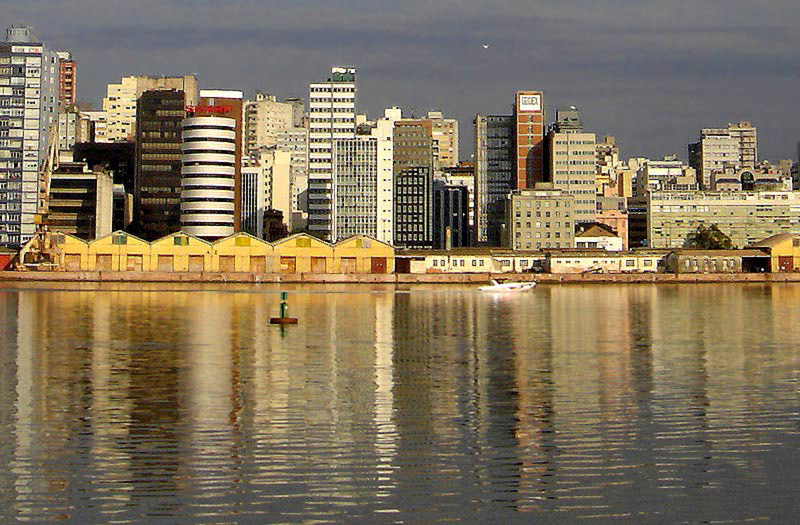

瓜伊巴湖（葡萄牙語：Guaíba）是巴西的湖泊，位於該國南部，由南里約格朗德州負責管轄，長476公里、寬20公里，面積496平方公里，平均水深2米，最大水深12米。